# 羅斯德爾鎮區 (明尼蘇達州羅克縣)
羅斯德爾鎮區（英語：Rose Dell Township）是位於美國明尼蘇達州羅克縣的一個行政鎮區。

## 歷史
羅斯德爾鎮區於1877年設立，得名自當地常見的野花。

## 地方資料
羅斯德爾鎮區的面積為124.83平方千米，皆為陸地。根據2020年美國人口普查的數據，當地共有人口154人，而人口密度為每平方千米1.23人。